# 深町亮介
深町 亮介（ふかまち りょうすけ、1984年10月25日 - ）は、愛知県名古屋市出身の元プロ野球選手（投手）。

## 来歴・人物
転校生の紹介で小学5年生より名古屋市にある少年野球チーム中川青葉で野球を始める。その後中学ではボーイズリーグの名古屋フレンズで投手と外野手を務める。なお、名古屋フレンズの1級上には元中日ドラゴンズの前田章宏捕手が在籍。中京大中京高から中京大学へ進学。高校時代は2番手投手として3年春の甲子園に出場した。3年夏の大会は決勝戦で東邦高に敗れ春夏連続出場は果たされなかった。チームメイトには2番セカンド、主将の嶋基宏（現・東京ヤクルトスワローズ）がいた。大学では1年の時からリーグ戦登板。明治神宮大会でもマウンドを踏んだ。その後先発から抑えに転向した。1部リーグ戦で通算2勝4敗、2部リーグ戦で通算2勝1敗。
2006年のドラフト会議で巨人の7巡目指名を受け入団。なお、中京大学硬式野球部からは2005年の深田拓也、2006年の深町と、巨人に2年連続で指名されている。
2007年4月6日に、負傷したルイス・ゴンザレスに代わり一軍昇格し、14日の対東京ヤクルトスワローズ戦で1/3回を2失点の一軍デビュー。結果的にこれが唯一の一軍登板となった。
同年、北京オリンピックのプレ大会に選出され星野ジャパンを優勝に導く。
2008年11月5日、球団から戦力外通告を受けた。現役続行を希望し同年の12球団合同トライアウトに参加したが声は掛からず現役続行を断念。
中京大学在学中に中・高の保健体育教員免許状を取得していたため、引退後は地元の名古屋工業高校の体育教諭に就任した。プロアマ協定に基づきアマチュア野球の指導が制限されていたため、就任後はボクシング部の顧問として2010年・2011年・2012年・2013年・2014年・2016年・2017年に延べ10人のインターハイ選手を輩出し、愛知県総合優勝を3回決めている。また、プロボクサーとなった卒業生も多数輩出（水野拓哉ほか）するなど、野球以外の指導者としての才能も発揮している。
2020年からはボクシング部監督と兼任で同校の野球部副部長に就任。
2025年からは野球部長に就任

## 選手としての特徴
粗削りだが、最高球速154km/hの剛速球が武器。球威などには抜群に良いものを持っており、首脳陣からは未来のクローザー候補として期待されていた。本人も先発には興味がなく、クローザー志望だった。球種はストレートとフォークボール。

## 詳細情報

### 年度別投手成績
| 年 度    | 球 団    | 登 板 | 先 発 | 完 投 | 完 封 | 無 四 球 | 勝 利 | 敗 戦 | セ 丨 ブ | ホ 丨 ル ド | 勝 率 | 打 者 | 投 球 回 | 被 安 打 | 被 本 塁 打 | 与 四 球 | 敬 遠 | 与 死 球 | 奪 三 振 | 暴 投 | ボ 丨 ク | 失 点 | 自 責 点 | 防 御 率 | W H I P |
| -------- | -------- | ----- | ----- | ----- | ----- | -------- | ----- | ----- | -------- | ----------- | ----- | ----- | -------- | -------- | ----------- | -------- | ----- | -------- | -------- | ----- | -------- | ----- | -------- | -------- | ------- |
| 2007     | 巨人     | 1     | 0     | 0     | 0     | 0        | 0     | 0     | 0        | 0           | ----  | 4     | 0.1      | 1        | 0           | 1        | 0     | 1        | 0        | 0     | 0        | 2     | 2        | 54.00    | 6.00    |
| 通算:1年 | 通算:1年 | 1     | 0     | 0     | 0     | 0        | 0     | 0     | 0        | 0           | ----  | 4     | 0.1      | 1        | 0           | 1        | 0     | 1        | 0        | 0     | 0        | 2     | 2        | 54.00    | 6.00    |

### 記録
- 初登板：2007年4月14日、対東京ヤクルトスワローズ2回戦（東京ドーム）、7回表に3番手で救援登板、1/3回2失点

### 背番号
- 90 （2007年 - 2008年）